# 気合
| ウィキペディアには「気合」という見出しの百科事典記事はありません（タイトルに「気合」を含むページの一覧/「気合」で始まるページの一覧）。 代わりにウィクショナリーのページ「気合」が役に立つかもしれません。 |